# Cayo Curcio Rufino
Cayo o Gayo Curcio Rufino (en latín: Gaius Curtius Proculusus) fue un senador romano que vivió durante el siglo II d. C. y desarrolló su carrera política bajo el reinado del emperador Antonino Pío (138–161 d. C.).

## Carrera
Aunque se conservan escasas fuentes directas sobre su vida, se sabe que Curcio Rufino formó parte del Senado romano y que su cursus honorum se desarrolló dentro de la administración imperial bajo una de las etapas de mayor estabilidad del Alto Imperio romano.

## Familia y carrera política
Próculo era hijo de Cayo Curcio Justo, consul suffectus en 150, bajo Antonino Pío.
Natural, como su padre, de Mediolanum (Milán, Italia), conocemos su carrera a través de dos inscripciones honorarias:

A
[C(aio) Cu]r[tio] Rufino [c(larissimo) i(uveni)]

tri[b(uno)] mil(itum) leg(ionis) XIII

VIvir(o) turmis

ducen[d(is)] IIIvir(o) 4

a(ere) a(rgento) a(uro) f(lando) f(eriundo) C(aius) Curti

us Patr[oclus l(ibertus)]

l(ocus) d(atus) d(ecreto) d(ecurionum)
B
C(aio) Curtio C(ai) [f(ilio)]

Pollia Rufin(o)

tribuno laticl(avio)

leg(ionis) XIII Gem(inae) IIIviro 4

a(ere) a(rgento) a(uro) f(lando) f(eriundo)

col(onia) Ulp(ia) Traian[a]

Dacica Sarmiz(etegusa)

La primera inscripción fue dedicada por uno de los libertos de la familia, Cayo Curcio Patroclo, pero con permiso del ordo decurional del municipium mediolanense, mientras que la segunda los fue por las instituciones de la Colonia Ulpia Trajana Dácica Sarmizegetusa, capital de la provincia Dacia Superior, lo que indica la influencia política del padre del homenajeado.
La carrera de Curcio Rufino recogida en las inscripciones se corresponde con los primeros pasos de un prometedor cursus honorum senatorial; el primer cargo fue el de tribuno laticlavio de la Legio XIII Gemina, cuyo campamento estaba situado en Apulum (Alba Iulia, Rumanía), especulándose que presto servicio mientras su padre era el gobernador de la provincia. De vuelta a Italia, fue seviro de una de las turmas de caballeros romanos en Roma e inmediatamente después fue nombrado triunviro monetal dentro del vigintivirato, formando parte del más prestigioso de los cuatro colegios de este grupo de cargos previos al cursus senatorial regular, normalmente reservado a patricios o a protegidos del emperador.
Desconocemos si Rufino continuó su carrera con las magistratura romanas tradicionales.